# Never Been
Never Been ist der Titel eines Liedes der deutschen Pop-Rock-Sängerin Gracia. Es handelt sich zu dem um Gracias fünfte Single. Never Been wurde als dritte und letzte Single aus ihrem zweiten Album Passion ausgekoppelt.

## Produktion
Produziert wurde Never Been von David Brandes. Komponiert wurde das Stück von Brandes, der Text entstand in Zusammenarbeit mit Steve Brooklyn und Gracia Baur.

## Veröffentlichung
Ab dem 27. Januar 2006 wurde der Song zum Download angeboten. Drei Tage später erschien Never Been als 2-Track-Single und am 3. Februar 2006 als Maxi-Single bei Icezone Music. Die 2-Track-Single beinhaltet neben dem Radio-Edit auch noch das Instrumentalstück des Liedes. Auf der Maxi-Single findet sich hingegen neben dem Radio-Edit eine Classic- und eine Extended-Version. Journey into Time ist zudem als B-Seite zu hören. Das Cover der 2-Track-Single zeigt Baur auf einem braunen Hintergrund; die Maxi-Single auf einem grünen Hintergrund. Das Artwork stammt von Jan Weskott.

## Musikvideo
Das Musikvideo zum Song wurde 2005 gedreht, Regie führte Sascha Kramer. Alle Aufnahmen stammen von Fabian Aust, Yvonne Tetzlaff war für den Schnitt zuständig. Die Ausstattung der Szenen übernahm Location Networx. Es wurde an verschiedenen Orten in Berlin gedreht.

## Rezeption
Michael Biedermann von cdstarts attestiert Never Been einen „einschüchternden Refrain und klirrende E-Gitarren“. Baur schreie zudem an einigen Stellen, „was sich auch nicht unbedingt positiv anmerken lässt“.

## Chartplatzierungen
Am 17. Februar 2006 stieg Never Been auf Platz 39 in die deutschen Singlecharts ein, wo er sich insgesamt sechs Wochen hielt. Am 24. März fiel der Song aus der Chartwertung heraus.
| ChartsChartplatzierungen | Höchstplatzierung | Wochen |
| ------------------------ | ----------------- | ------ |
| Deutschland (GfK)        | 39 (6 Wo.)        | 6      |